# أرماند فان هيلدن
أرماند فان هيلدن (بالإنجليزية: Armand Van Helden)‏ (و. 1970 – م) هو دي جي، ومنتج أسطوانات من الولايات المتحدة الأمريكية . ولد في بوسطن .

## التعليم
تعلم في جامعة بوسطن

## روابط خارجية
- أرماند فان هيلدن على موقع IMDb (الإنجليزية)
- أرماند فان هيلدن على موقع ميوزك برينز (الإنجليزية)
- أرماند فان هيلدن على موقع أول ميوزيك (الإنجليزية)
- أرماند فان هيلدن على موقع ديسكوغز (الإنجليزية)